# Romanització de l'hebreu
Els sistemes que es descriuen a continuació són sistemes de romanització de l'hebreu al català. No són purament transliteracions, perquè fan servir caràcters llatins diferents per a representar un mateix caràcter hebreu basant-se en la seva pronunciació, ni són tampoc transcripcions en sentit estricte, perquè representen amb caràcters diferents entitats que, per exemple en hebreu modern, sonarien igual. Com a sistema de transliteració potser el més comú és el Michigan-Claremont, que és el que es fa servir en les versions digitals de la Bíblia Hebraica Stuttgartensia (BHS), versió en hebreu de la Bíblia hebrea (altrament coneguda per Tanakh o Miqrà).
Atès que el sistemes descrits tenen una component més fonètica que de transliteració, en aquest
article es fa servir el terme transcripció amb un sentit més general que el donat a transcripció lingüística.

## Introducció
Es descriu aquí la proposta de l'Institut d'Estudis Catalans (vegeu #Referències). Es distingeixen dos sistemes de romanització (o transcripció lato sensu):
- Una transcripció rigorosa o acadèmica, que permet passar de l'hebreu al català i del català a l'hebreu sense pèrdua d'informació. Aquest sistema està dirigit a acadèmics i gent amb coneixements de l'hebreu.
- Una transcripció simplificada, la qual se centra més en la pronunciació de l'hebreu, i que és més apta per a l'ús divulgatiu i el públic en general. No requereix coneixements de l'hebreu, tot i que incorpora grafies alienes al català (com ara y fora del dígraf ny, o el dígraf kh).

La transcripció rigorosa és d'ús internacional, mentre que la simplificada incorpora adaptacions específiques per al català. Ambdós sistemes preveuen dues variants: una per a l'hebreu clàssic, i una altra per a l'hebreu modern (l'hebreu estàndard, llengua oficial de l'estat d'Israel).

## Taula de transcripcions
La taula següent mostra els diferents models de transcripció que es poden adoptar.
Es donen dues formes de transcripció: una rigorosa o acadèmica, i una altra de simplificada, més fonètica i apta per a l'ús profà. La transcripció acadèmica permet passar de l'hebreu tiberienc a l'alfabet llatí i a l'inrevés sense pèrdua d'informació; no és el cas per a la simplificada.
Els noms de les consonants estan adaptats al català (surten de fet al Diccionari de l'Istitut d'Estudis Catalans) i, per tant, no van en cursiva. La resta de termes (punts vocàlics, etc.) són transcripcions simplificades dels noms hebreus i, per tant, van en cursiva.
- La coma separa alternatives igualment vàlides;
- la pleca simple (|) separa dues opcions que depenen de l'estructura fonològica de l'hebreu;
- la barra (/) alternatives que depenen de la fonologia catalana.
- Entre claudàtors s'indiquen caràcters substitutius per usar quan només es disposa del joc ASCII.
- Entre parèntesis s'indiquen alternatives d'ús en casos particulars (vegeu les notes acompanyants).
- El signe «–» indica que el caràcter hebreu no es transcriu.
- Vegeu també les observacions corresponents a cada transcripció.

| Caràcter | Transcripció Rigorosa | Transcripció Rigorosa | Transcripció Simplificada | Transcripció Simplificada | Nom                   |
| Caràcter | Hebreu Tiberienc      | Hebreu Modern         | Hebreu Tiberienc          | Hebreu Modern             | Nom                   |
| -------- | --------------------- | --------------------- | ------------------------- | ------------------------- | --------------------- |
| א        | ʔ ['], ʾ [']          | ʾ ['] \| –            | –                         | –                         | àlef                  |
| ב        | b, ḇ [_b]             | v                     | b                         | v                         | bet                   |
| בּ        | b \| bb               | b \| bb               | b \| bb                   | b \| bb                   | bet amb dagueix       |
| ג        | g, ḡ [_g]             | g, ḡ [g]              | g                         | g                         | guímel                |
| גּ        | g \| gg               | g \| gg [3]           | g/gu \| gg/ggu            | g/gu \| gg/ggu            | guímel amb dagueix    |
| ד        | d, ḏ [_d]             | d, ḏ [d] [4]          | d                         | d                         | dàlet                 |
| דּ        | d \| dd               | d \| dd [3]           | d \| dd                   | d \| dd                   | dàlet amb dagueix     |
| ה        | h                     | h                     | h [6]                     | h [6]                     | he                    |
| הּ        | h (ẖ)                 | h                     | h                         | h                         | he amb mappiq         |
| ו        | w                     | w                     | v                         | v                         | vau                   |
| וּ        | ww                    | ww [3]                | vv                        | vv                        | vau amb dagueix       |
| ז        | z                     | z                     | z                         | z                         | zain                  |
| זּ        | zz                    | zz [3]                | z                         | z                         | zain amb dagueix      |
| ח        | ḥ [.h]                | ḥ [x]                 | h                         | h                         | het                   |
| ט        | ṭ [.t]                | ṭ [+]                 | t                         | t                         | tet                   |
| טּ        | ṭṭ                    | ṭṭ [3]                | tt                        | tt                        | tet amb dagueix       |
| י        | y                     | y                     | y                         | y                         | iod                   |
| יּ        | yy                    | yy [3]                | yy                        | yy                        | iod amb dagueix       |
| כ, ך     | k, ḵ [_k]             | ḵ [kh]                | kh                        | kh                        | caf                   |
| ךּ        | k                     | k                     | k                         | k                         | caf final amb dagueix |
| כּ        | k \| kk               | k \| kk [3]           | k \| kk                   | k \| kk                   | caf amb dagueix       |
| ל        | l                     | l                     | l                         | l                         | làmed                 |
| לּ        | ll                    | ll [3]                | l·l                       | l·l                       | làmed amb dagueix     |
| מ, ם     | m                     | m                     | m                         | m                         | mem                   |
| מּ        | mm                    | mm [3]                | mm                        | mm                        | mem amb dagueix       |
| נ, ן     | n                     | n                     | n                         | n                         | nun                   |
| נּ        | nn                    | nn [3]                | nn                        | nn                        | nun amb dagueix       |
| ס        | s                     | s                     | s / ss                    | s / ss                    | sàmec                 |
| סּ        | ss                    | ss [3]                | ss [9]                    | ss [9]                    | sàmec amb dagueix     |
| ע        | ʕ [`], ʿ [`]          | ʿ [`] [10]            | –                         | –                         | ain                   |
| פ, ף     | p, p̄ [_p]             | f                     | f                         | f                         | pe                    |
| ףּ        | p                     | p                     | p                         | p                         | pe final amb dagueix  |
| פּ        | p \| pp               | p \| pp [3]           | p \| pp                   | p \| pp                   | pe amb dagueix        |
| צ, ץ     | ṣ [.s]                | ṣ [c]                 | s/ss [9]                  | ts                        | tsade                 |
| צּ        | ṣṣ                    | ṣṣ [3]                | ss                        | ts                        | tsade amb dagueix     |
| ק        | q                     | q                     | q                         | q                         | cof                   |
| קּ        | qq                    | qq [3]                | qq                        | qq                        | cof amb dagueix       |
| ר        | r                     | r                     | r                         | r                         | reix                  |
| שׂ        | ś [´s]                | ś [&]                 | s / ss                    | s / ss                    | sin                   |
| שּׂ        | śś                    | śś [3]                | ss [9]                    | ss [9]                    | sin amb dagueix       |
| שׁ        | š [ˆs]                | š [sh]                | x / ix                    | x / ix                    | xin                   |
| שּׁ        | šš                    | šš [3]                | x / ix [9]                | x / ix [9]                | xin amb dagueix       |
| ת        | t, ṯ [_t]             | t, ṯ [t] [4]          | t                         | t                         | tau                   |
| תּ        | t \| tt               | t \| tt [3]           | t\|tt                     | t\|tt                     | tau amb dagueix       |
| ְ         | ə [°]\|–              | e, ĕ \| –             | e\|–                      | e\|–                      | xevà                  |
| ֱ         | ĕ [ë]                 | e, ĕ                  | e                         | e                         | hatef segol           |
| ֲ         | ă [ä]                 | a, ă                  | a                         | a                         | hatef pàtah           |
| ֳ         | ŏ [ö]                 | o, ŏ                  | o                         | o                         | hatef qàmets          |
| ִ         | i                     | i                     | i / í                     | i / í                     | híreq hasser          |
| ִי        | î                     | i                     | i / í                     | i / í                     | híreq malé            |
| ֵ         | e                     | e                     | e / é                     | e / é                     | tseré hasser          |
| ֵי        | ê                     | e                     | e / é                     | e / é                     | tseré malé            |
| ֵה        | eh                    | e                     | e / é                     | e / é                     | tseré he              |
| ֶ         | æ                     | e                     | e / è                     | e / é                     | segol                 |
| ֶי        | æ̂ [âe]                | e                     | e / è                     | e / é                     | segol iod             |
| ֶה        | æh                    | e                     | e / è                     | e / é                     | segol he              |
| ַ         | a                     | a                     | a / à                     | a / à                     | pàtah                 |
| ָ         | å (ā)                 | a                     | a / à                     | a / à                     | qàmets gadol          |
| ָה        | â                     | a                     | a / à                     | a / à                     | qàmets he             |
| ָ         | å                     | o                     | o / ó                     | o / ó                     | qàmets qatan o hatuf  |
| ֹ         | o                     | o                     | o / ó                     | o / ó                     | hólem hasser          |
| ֹו        | ô                     | o                     | o / ó                     | o / ó                     | hólem malé            |
| ֹה        | oh                    | o                     | o / ó                     | o / ó                     | hólem he              |
| ֻ         | u                     | u                     | u / ú                     | u / ú                     | qibbuts               |
| וּ        | û                     | u                     | u / ú                     | u / ú                     | xúreq                 |

## Transcripció rigorosa de l'hebreu clàssic
Es tracta d'un sistema de conversió que pren com a llengua convertida l'hebreu puntuat pels masoretes tiberiencs, és a dir, que representa totes les distincions de fonemes i sons que els masoretes de l'escola tiberienca van voler representar a través de la seva puntuació del text consonàntic hebreu rebut.
Es distingeix de la transliteració estricta perquè transcriu de manera diferent un mateix caràcter hebreu segons el fonema que representa en cada cas concret.
Les seves característiques el fan especialment apropiat per a transcriure text hebreu, tant de l'època clàssica com de períodes posteriors de la llengua, quan l'atenció del lector s'ha de centrar en l'estructura fonològica de la paraula: en estudis de lingüística comparada, gramàtiques, estudis lingüístics sobre l'hebreu en general i en obres d'alta divulgació en què se suposa per part del lector un coneixement de l'hebreu o, almenys, del valor dels caràcters emprats en la transcripció.
Els caràcters usats per a la transcripció de les vocals han estat escollits pensant que es poguessin fer servir fins a un cert punt independentment de la teoria fonològica sobre el vocalisme de l'hebreu que l'usuari mantingui: s'adapten tant a la teoria fonològica que sosté que hi ha cinc qualitats vocàliques com a la que sosté que n'hi ha set.

### Observacions
- El dagueix en les consonants begadkefat es transcriu duplicant la consonant quan indica geminació i no es transcriu en cas contrari.
- Les consonants begadkefat es transcriuen preferiblement per b, g, d, k, p i t, independentment del so, oclusiu o fricatiu, que tinguin en cada context concret. Si interessa distingir els casos en què en el text hebreu porten rafé, es pot fer servir el diacrític en forma de ratlla superior o inferior, segons els casos. També s'admet que, per a comoditat de lectura, es puguin transcriure sempre amb la ratlleta superior o inferior quan són fricatives.
- Normalment no s'indica la síl·laba tònica perquè l'usuari d'aquesta transcripció se suposa que és coneixedor de l'hebreu i, per tant, sap quina és la posició de l'accent. Però, si convé indicar-lo, es pot fer mitjançant l'apòstrof recte (') davant la síl·laba tònica.

## Transcripció rigorosa de l'hebreu modern
Es tracta d'un sistema de transcripció de base fonètica, és a dir, que representa els sons, no els fonemes de l'hebreu. Pren com a llengua convertida l'hebreu modern en la pronunciació del dialecte oriental, la que més elements conserva dels estadis anteriors de la llengua i que ha estat considerada tradicionalment com la pronunciació estàndard a Israel.
És una transcripció rigorosa en la mesura que distingeix entre parelles de fonemes hebreus que molts o la majoria d'israelians actuals pronuncien igual (א i ע, ב fricativa i ו consonàntica, ח i כ fricativa, ט i ת) i entre fonemes que actualment mai no es distingeixen (ס i שׂ), i que transcriu sempre les consonants geminades, que actualment només es pronuncien així en el dialecte oriental, minoritari.
Es basa, en gran part, en el sistema de transcripció rigorosa aprovat per l'Acadèmia de la Llengua Hebrea l'any 1956, que és usat, amb més o menys adaptacions, en moltes revistes i llibres, tant fora com dins d'Israel.
Quant als caràcters usats en la transcripció, coincideix també bàsicament amb les normes ISO 259 i 259-2 (se n'aparta en la manera gràfica de representar les geminacions i en el fet que es tracta d'una transcripció de base fonètica i no d'una transliteració).
Les característiques d'aquest sistema de transcripció el fan especialment apte per a la transcripció de títols de llibres en fitxes bibliogràfiques de biblioteques i en bibliografies, així com per a la transcripció de textos de l'hebreu modern en què se suposa un coneixement d'hebreu per part del destinatari i en què aquest ha de poder reconstruir sense ambigüitats el text hebreu original. També pot ser útil per a la transcripció de terminologia gramatical, noms de tractats de la Misnà i el Talmud i altra terminologia que s'acostuma a pronunciar entre els hebraistes amb la fonètica de l'hebreu modern, quan aquests termes són transcrits simplement per a designar llurs referents i no per destacar llur estructura lingüística. El fet que coincideixi màximament amb sistemes d'ús internacional i que en el text transcrit no s'apliquin les normes de l'ortografia catalana (sinó que a cada fonema o so hebreu correspongui sempre el mateix caràcter en la transcripció) li donen una dimensió internacional, adequada per a bibliografies o fitxes bibliogràfiques que hagin de poder ser consultades per usuaris desconeixedors del català.

### Observacions
- L'article i les altres partícules prefixades se separen de la resta de la paraula mitjançant un guionet: הַסֵּפֶר ha-sefer, בַּחֶדֶר ha-ḥeder, לַפִּסְגָּה la-pisga, הָעִיר וְהַכְּפָר ha-ʿir we-ha-kefar, לִירוּשָׁלַיִם li-Yrušalayim. També en el cas de l'infinitiu: לִפֹּל li-pol (rel נפל), לָרֶדֶת la-redet (rel ירד), לִיסֹד li-ysod (rel יסד), לִירֹות li-yrot (rel ירה). Els adverbis i les preposicions compostos lexicalitzats s'escriuen sense guionet: לְפִי lefi, לְגַמְרֵי legamre, לִפְנִים lifnim, בְּפֵרוּשׁ beferuš, מֵאֵת meʾet.
- Les consonants geminades es dupliquen sempre, excepte quan van després del guionet de les partícules prefixades.
- S'escriu majúscula o minúscula inicial segons la normativa del català. Si es tracta d'un nom propi amb partícula prefixada, s'escriu amb majúscula el segon element del compost: be-Yišraʾel. Si el caràcter que hauria d'anar en majúscula és el signe de transcripció de la lletra ain, com que aquest no té forma majúscula, s'escriu en majúscula el caràcter següent: be-ʿEqron.
- Normalment no s'indica la síl·laba tònica, perquè l'usuari d'aquesta transcripció se suposa que és coneixedor de l'hebreu i, per tant, sap quina és la síl·laba tònica, almenys quan les paraules es troben dins el seu context (en hebreu, la majoria dels mots són aguts, llevat de determinades formes que l'usuari de la llengua identifica com a planes). A més, en hebreu modern la posició de l'accent no està del tot fixada en determinats casos: hi ha una pronunciació purista enfront d'una pronunciació més corrent (per exemple, סְטוּדֶנְטִים = [studenˈtim] o [stuˈdentim]). Si pel motiu que sigui convé assenyalar les síl·labes tòniques, es pot fer mitjançant l'accent agut sobre la vocal corresponent: studentím o studéntim.

## Transcripció simplificada de l'hebreu clàssic i modern
Es tracta d'un sistema de transcripció de base fonètica que pren com a llengua convertida l'hebreu clàssic o l'hebreu modern, segons convingui en cada cas. La llengua de conversió és el català amb un dígraf afegit (kh) per a poder representar amb una certa aproximació el so [χ] de l'hebreu i amb alguns altres usos aliens a l'ortografia catalana (per exemple, ús de la lletra q sense formar part del dígraf qu o l'ús de la lletra y sense formar part del dígraf ny), que no impedeixen la lectura correcta del mot per part d'un lector català fins i tot desconeixedor de l'hebreu i, a més, permeten identificar més fàcilment la forma originària del mot. No es fan servir els diacrítics aliens a l'ortografia del català que s'utilitzen en la transcripció rigorosa; això facilita la reproducció del text amb mitjans tipogràfics corrents i que pugui ser correctament llegit per un lector català.
Està pensat per a obres de divulgació en què el destinatari de la transcripció no està necessàriament familiaritzat amb la llengua hebrea, i es preveu que llegirà el text transcrit d'acord amb la normativa ortogràfica de la llengua catalana, excepte pel que fa a la lectura del dígraf kh amb el so [χ]. Atès que hi ha pèrdua d'informació en el procés de transcripció, no és possible la retranscripció.
Fins i tot en obres de tipus més tècnic, és útil per a aquells casos de transcripció de mots solts que no es poden considerar adaptats al català, però que no requereixen una transcripció precisa com la dels apartats anteriors: per exemple, terminologia gramatical, antropònims, topònims, noms de tractats de la Misnà i el Talmud, etc.
El fet que mantingui grafies, sons i combinacions de fonemes (certes geminacions; o bé i consonàntica + i vocàlica, per exemple: Hayyim, piyyut) aliens al català fa que no sigui un procediment apte per a incorporar mots al lèxic català. Per això, en escrits de caràcter formal és preferible mantenir els mots transcrits en cursiva, com en els dos tipus de transcripció anteriors, fora del cas que es tracti de noms propis.
L'adaptació gairebé total a la fonètica del català en què es basa aquest sistema de transcripció comporta que en el text transcrit es perdin la major part de les distincions de pronunciació entre l'hebreu clàssic i l'hebreu modern, i per això un mateix sistema pot servir bàsicament per a transcriure aquests dos grans dialectes històrics de la llengua hebrea. Només en tres qüestions la transcripció es fa diferentment segons que es parteixi de l'hebreu clàssic o de l'hebreu modern: 
- la transcripció de la lletra ב fricativa,
- la transcripció de la lletra צ,
- i l'accentuació de la e en el text transcrit.

### Observacions
- Quan en el text transcrit es produeix el contacte entre una n i una y posterior (exemples: binyamin, hananyà), aquestes dues lletres es llegeixen com a consonants independents i no com el dígraf català ny.
- S'accentua segons la normativa del català, tenint en compte que:
  - Transcrivint l'hebreu clàssic, quan en la transcripció la lletra e ha de portar accent gràfic, el porta agut o tancat si representa la vocal tseré, i greu o obert si representa la vocal segol, d'acord amb el timbre amb què es pronunciaven en hebreu clàssic. La lletra o sempre porta, en canvi, accent agut.
  - Transcrivint l'hebreu modern, tant la lletra e com la o porten sempre accent agut, d'acord amb el so que tenen les corresponents vocals hebrees en aquest dialecte.
  - Tant si transcrivint l'hebreu clàssic com l'hebreu modern, per a indicar que dues vocals no es pronuncien formant diftong sinó hiat, es fa servir la dièresi, segons l'ús del català (exemple: xevaïm).
- Se separen amb guionet de la resta de la paraula l'article i les altres partícules prefixades.